# Béla Mező
Béla Elemér Mező (ur. 16 września 1883 w Nagyfalu, zm. 17 kwietnia 1954 w Budapeszcie) – węgierski lekkoatleta, olimpijczyk z Saint Louis 1904, specjalizujący się w biegach krótkich.
W 1904 wystąpił na letnich igrzyskach olimpijskich w Saint Louis, zajmując 3. miejsce w biegu eliminacyjnym na 100 metrów oraz 4. miejsce na 60 metrów. Wystąpił również w skoku w dal, lecz jego miejsce jest nieznane.